# Eisenbahnbrücke Unterreichenbach
Die Eisenbahnbrücke Unterreichenbach in Unterreichenbach, einer Gemeinde im Landkreis Calw in Baden-Württemberg, ist Bestandteil der Nagoldtalbahn. Sie wurde 1874 für die Königlich Württembergischen Staats-Eisenbahnen nach dem konstruktiven Entwurf von Johann Wilhelm Schwedler durch die Maschinenfabrik Esslingen erbaut.
Mit einer Länge von 64 m und einer fast ebenso großen Stützweite gehört die schmiedeeiserne Fachwerkbrücke über die Nagold und die Bundesstraße 463 zu den größten Tragwerken in Baden-Württemberg nach dem Konstruktionsprinzip eines Schwedlerträgers. Sie ist wohl der einzige noch original erhaltene Schwedlerträger in Deutschland. Sie ist für zwei Gleise dimensioniert, es wurde jedoch nur ein Gleis verlegt.

## Einzelnachweise

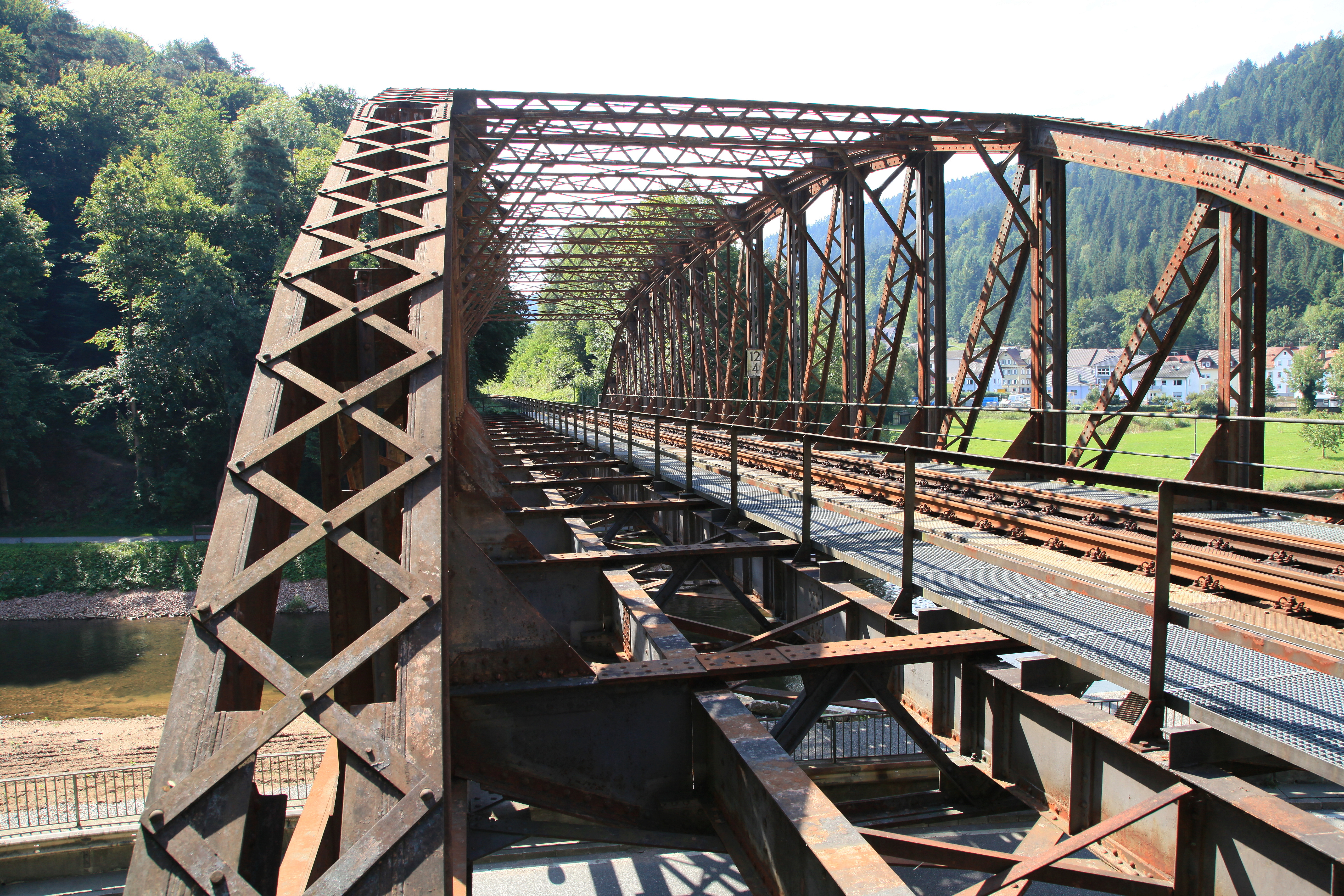
Detail